# Megalogryllus molinai
Megalogryllus molinai är en insektsart som beskrevs av Lucien Chopard 1929. Megalogryllus molinai ingår i släktet Megalogryllus och familjen syrsor. Inga underarter finns listade i Catalogue of Life.